# Marc Minkowski

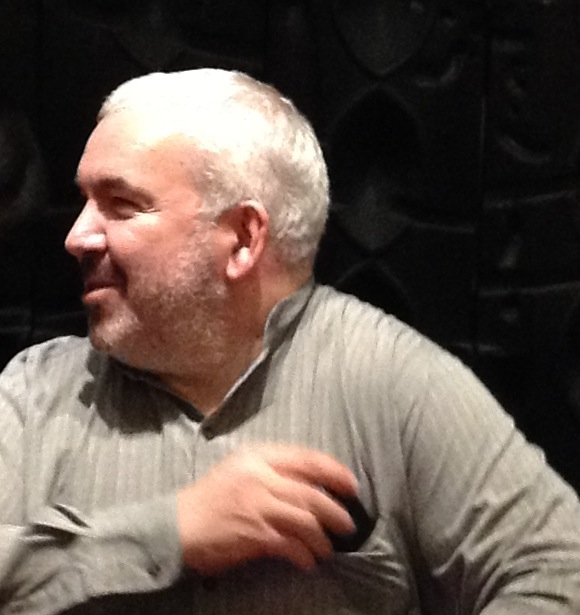
Marc Minkowski im Hongkonger Kulturzentrum (2013)

Marc Minkowski (* 4. Oktober 1962 in Paris) ist ein französischer Dirigent und Fagottist.

## Leben
Der Sohn eines Pädiatrieprofessors und Enkel des bedeutenden Psychiaters Eugène Minkowski erlernte in seiner Jugend französisches und deutsches Fagott. Parallel begann er mit dem Erlernen des Barockfagotts. Marc Minkowski wurde Mitglied mehrerer renommierter Musikensembles, die sich der  historischen Aufführungspraxis widmeten, wie Les Arts Florissants (William Christie), La Grande Écurie et la Chambre du Roy (Jean-Claude Malgoire), dem Clemencic Consort (René Clemencic) und La Chapelle Royale (Philippe Herreweghe).
Erste Dirigierkurse besuchte er in der Schweiz und 1980 ein zweimonatiges Dirigierseminar bei Charles Bruck an der Pierre Monteux Conducting School in Hancock (Maine). Er entwickelte sich schnell zu einem Spezialisten für historische Aufführungspraxis, vom Barock über die Klassik bis hin zur Romantik. Beeindruckt von den Interpretationweisen von Nikolaus Harnoncourt, Sigiswald Kuijken und Reinhard Goebel gründete er 1982 das Ensemble für Alte Musik Les Musiciens du Louvre.
Das aus dem Freundeskreis gegründete Kammerensemble Lous Landes Consort, bestehend aus Marc Minkowski, Hugo Reyne, Jerôme Hantaï und Sébastien Marq, gewann 1984 den ersten Preis für Ensemblemusik beim Festival für Alte Musik in Brügge.
Minkowski bemühte sich anfänglich vor allem um die Aufführung und CD-Einspielung unbekannter Stücke des Barocks. Herausragend sind seine Interpretationen der Werke von Christoph Willibald Gluck, Jean-Philippe Rameau, Claudio Monteverdi, Jean-Baptiste Lully und Georg Friedrich Händel. Das Ensemble hat sich 1996 aus finanziellen und kulturellen Gründen mit dem Orchestre de chambre de Grenoble vereinigt und seinen Sitz nach Grenoble verlegt.
Auch das romantische Repertoire und regelmäßige Gastdirigate nehmen in Minkowskis Arbeit einen wichtigen Platz ein. Er war als Gastdirigent beim Mahler Chamber Orchestra, den Berliner Philharmonikern, dem Orchestre de Paris, dem Los Angeles Philharmonic Orchestra, dem Mozarteumorchester Salzburg, der Staatskapelle Dresden, an der Warschauer Oper oder an der Brüsseler Oper La Monnaie und auch Gastdirigent am Opernhaus Zürich.
Marc Minkowski erhielt 2003 den Händelpreis der Stadt Halle und 2005 den Bremer Musikfest-Preis.
Am 14. November 2010 feierte Marc Minkowski sein Debüt an der Wiener Staatsoper mit dem Dirigat von Händels Alcina.
Seit September 2016 ist Minkowski Generaldirektor der Opéra national de Bordeaux.
2016 dirigierte er das Ensemble Musiciens du Louvre an der Wiener Staatsoper bei einer Neuinszenierung der Armide, gesungen in der französischen Originalfassung, inszeniert und ausgestattet von einem französischen Team, zusammengesetzt aus Ivan Alexandre (Regie), Pierre-André Weitz (Ausstattung) und Bertrand Killy (Licht), mit Gaëlle Arquez in der Titelpartie.